# Setge de Numància
El Setge de Numància va ser l'acció final de la guerra de Numància, entre les forces de la República de Roma i les forces celtiberes de la Hispània Citerior.
La guerra de Numància era la tercera de les campanyes contra els celtibers (Guerres celtiberes) i es va iniciar l'any 143 aC. No va ser fins deu anys després que Escipió Emilià va conquerir Numància i la va destruir.

## Organització del setge
A finals de l'any 135 aC, el Senat Romà nomena cònsol a Escipió Emilià a petició del poble i l'envia a Hispània per finalitzar el que altres generals no havien pogut completar. Escipió Emilià va trobar l'exèrcit amb poca moral i va prendre mesures per solucionar-ho. Va expulsar les prostitutes i va reduir els bagatges i el menjar, augmentant la disciplina dels legionaris. Va formar un exèrcit de 20.000 soldats i 40.000 aliats i mercenaris, especialment la cavalleria númida dirigida per Jugurta. Va entrenar les tropes amb marxes constants i va organitzar diverses escaramusses amb èxit abans de rodejar la ciutat de Numància. Va tallar les vies de comunicació buscat la rendició per la fam.

## El setge
L'exèrcit va construir dos campaments separats por un mur al voltant de la ciutat (Circumvallatio). Va repujar la presa d'un embassament proper i va crear un llac entre les muralles de la ciutat i els seus murs. A deu peus de terra, els arquers podien disparar sobre la ciutat des de set torres disposades a tot el llarg del mur. També va aixecar una tanca exterior per protegir els campaments (segurament en total n'eren cinc) de l'arribada de forces de socors.
Escipió Emilià va aïllar també la ciutat del riu Duero. Pels llocs on el riu entrava i sortia de la ciutat va penjar unes cadenes amb ganivetes per a evitar el pas de les barques i dels nedadors.

## Contraatac dels numantins
Els numantins van intentar diverses sortides pel riu, i Retògenes, un guerrer, va conduir amb èxit un petit grup d'homes riu avall, més enllà del bloqueig. El grup va anar a veure els arevacs, que no els van ajudar, i van marxar cap a Lutia, on els joves els van rebre amb entusiasme, però els vells de la tribu van donar avís a Escipió que es va acostar a la ciutat amb una tropa i va fer presoners a 400 joves als que va tallar les mans. Quan Escipió torna a Numància, Avarus, el dirigent numantí, demana negociacions.

## La rendició de la ciutat

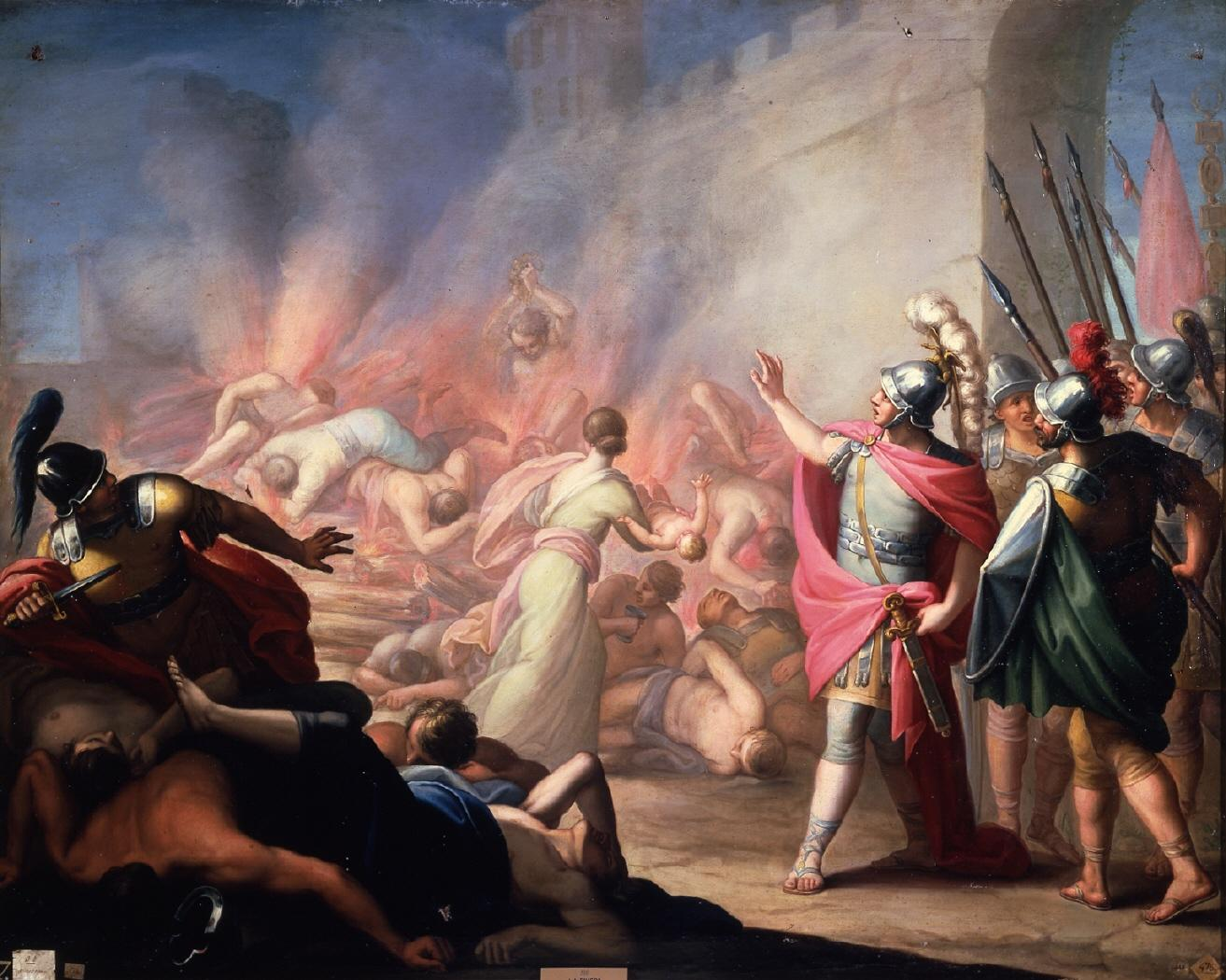
La Destrucció de Numància (1802), per Juan Antonio de Ribera y Fernández de Velasco (Real Academia de Bellas Artes de San Fernando)

Els ambaixadors que va enviar la ciutat van demanar la llibertat a canvi de rendir-se completament, però Escipió s'hi va negar. Quan tornen a Numància la població incrèdula els mata, perquè pensaven que havien arribat a un acord amb els romans. La ciutat es va negar a rendir-se i va començar la fam. Hi van haver episodis de canibalisme i alguns ciutadans se suicidaven amb tota la seva família. La població finalment es va rendir, però després d'incendiar la ciutat. Escipió la va ocupar i va arrasar les seves ruïnes. Això va passar a l'estiu de l'any 133 aC. Els ciutadans que es van rendir van ser venuts com esclaus i 50 van ser portats a Roma per participar en el triomf de l'Africà que va celebrar el 132 aC. La ciutat va quedar dos-cents anys despoblada. Queden unes restes de Numància prop de l'actual Sòria.